# Desmodium lempirae
Desmodium lempirae là một loài thực vật có hoa trong họ Đậu. Loài này được C. Nelson miêu tả khoa học đầu tiên năm 1996.